# Peneireiro-das-torres

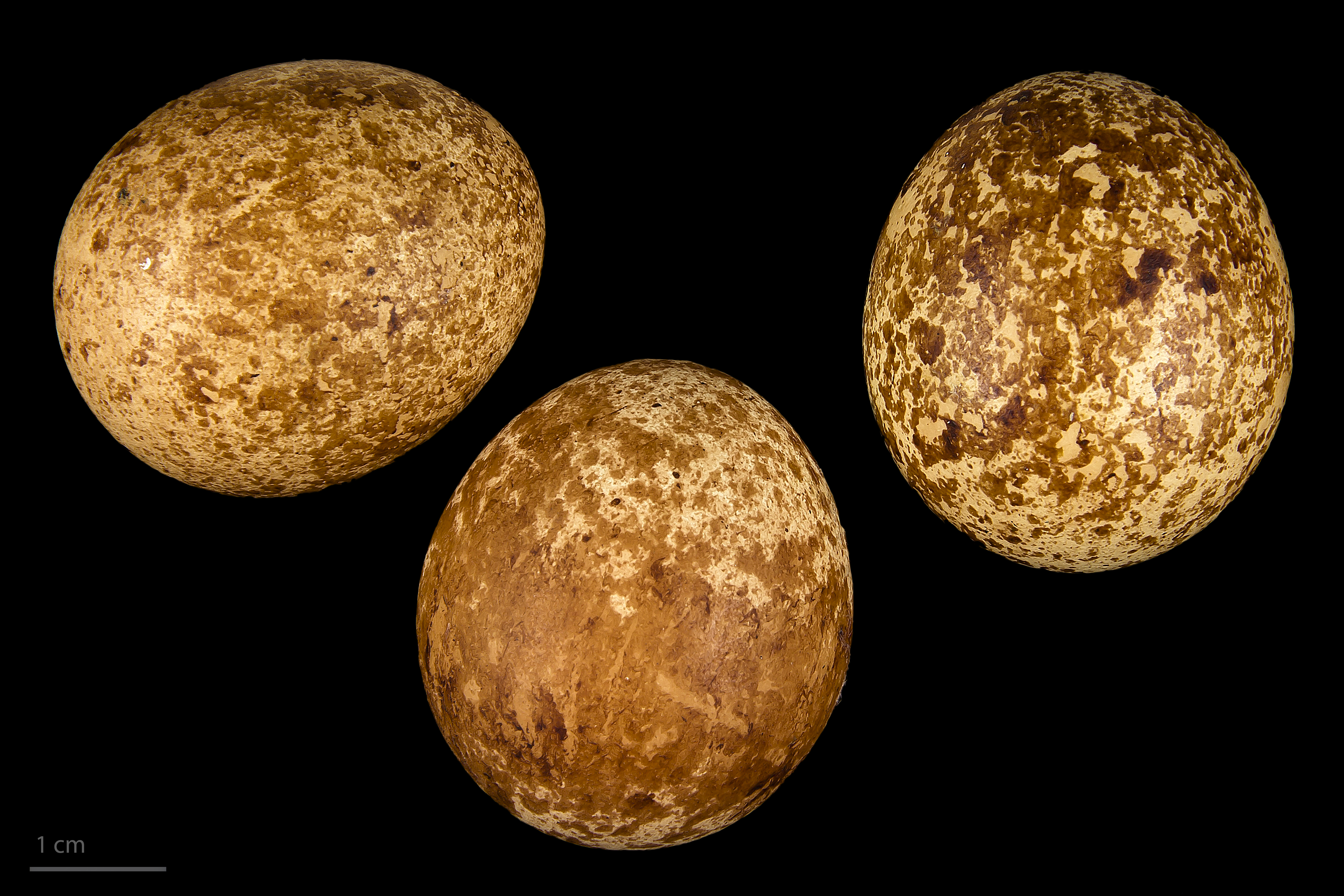
Falco naumanni - MHNT

Peneireiro-das-torres, francelho-das-torres ou francelho (Falco naumanni), é um falcão da família Falconidae, que tem como características garras brancas, cabeça cinzenta lisa, dorso liso e uma faixa cinzento-azulada no dorso.

## Descrição
- Dimensões: 29-32 cm de comprimento
- Envergadura: 58–72 cm de comprimento
- Peso: Até 200 gramas

Pequeno falcão migratório que apresenta dimorfismo sexual a nível da plumagem. Os machos apresentam tons azulados na cabeça, cauda e asa, dorso de cor castanho intenso e peito bege com pintas negras. A fêmea e os juvenis têm dorso castanho avermelhado, salpicado de preto; cauda com faixas preto acastanhados bem demarcadas. No fim do primeiro ano de vida já se diferenciam fêmeas e machos.
É semelhante ao peneireiro-vulgar (F. tinnunculus) distinguindo-se por o peneireiro-vulgar possuir o dorso colorido, ser maior e nidificar em árvores.

## Regime alimentar
O peneireiro-das-torres caça, maioritariamente, em terrenos abertos, onde acede às presas com maior facilidade. Alimenta-se, sobretudo, de insectos - gafanhotos, escaravelhos e grilos-ralos - e outros invertebrados como aranhas e centopéias. Os vertebrados também fazem parte do seu regime alimentar, mas em menor percentagem, sendo eles ratos, lagartixas e mais raramente pequenos pássaros.

## Distribuição

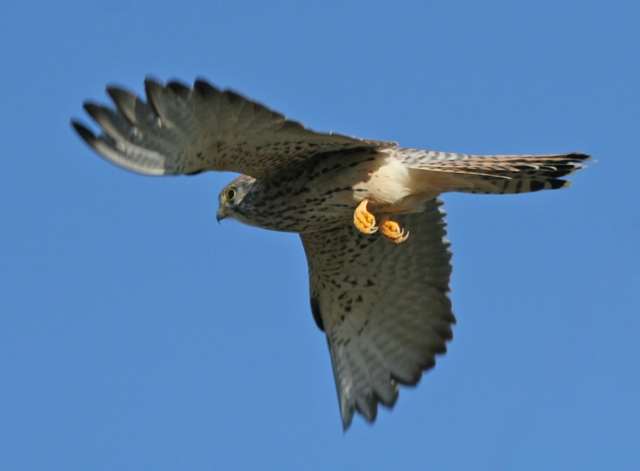
Fêmea em voo

Encontra-se desde a região mediterrânea do norte da África e sul da Europa, até ao interior da região euroasiática, em regiões estepárias ou agrícolas (pseudo-estepe). Espécie monogâmica que compete por locais com bons recursos alimentares e de nidificação para melhor atração das fêmeas. Nidificam em habitações agrícolas velhas e ao abandono, paredes e muros de taipa, onde aproveitam as cavidades para fazer o ninho. Aquando da postura dos ovos a fêmea não abandona o ninho, sendo alimentada pelo macho. Põe de três a cinco ovos que são incubados por ambos os membros do casal. O período de incubação é de 28 dias, aproximadamente.
As crias nascem cobertas de penugem branca. Com cerca de 20 dias já têm pequenas penas e cerca de uma semana depois estão prontas a voar. Após o início do voo, as crias são alimentadas por cerca de duas semanas, período o qual abandonam a colónia onde nasceram. O habitat é vasto, no entanto escolhe territórios com determinadas características para nidificar, como por exemplo, clima com certa aridez, zonas abertas, planas ou ligeiramente onduladas, com cobertura vegetal fraca, habitações abandonadas ou paredes rochosas. As áreas de invernada têm, normalmente, maior densidade vegetal.

## Subespécies
A espécie é monotípica (não são reconhecidas subespécies).